# Fédération européenne pour le transport et l'environnement
 (mars 2020).
Ne doit pas être confondu avec Association transports et environnement.
La Fédération européenne pour le transport et l'environnement, connue aussi sous le nom de Transport et Environnement (sous l'acronyme T&E), est une organisation européenne regroupant une cinquantaine d'organisations non gouvernementales actives dans le domaine du transport et de l'environnement. 
T&E a pris position contre les nouveaux moteurs à essence qui rejettent plus de particules fines et en faveur du de l'autopartage. T&E réclame l’arrêt des ventes de camions thermiques dès 2035.